# Пагр
Пагр (Pagrus) — рід риб родини Sparidae. Містить п'ять видів:
- Pagrus africanus (Akazaki, 1962)
- Pagrus auriga (Valenciennes, 1843)
- Pagrus caeruleostictus (Valenciennes, 1830)
- Pagrus major (Temminck & Schlegel, 1843) — Пагр червоний
- Pagrus pagrus (Linnaeus, 1758)